# Мізяківсько-Хутірська сільська рада
| Мізяківсько-Хутірська сільська рада — колишній орган місцевого самоврядування у Вінницькому районі Вінницької області з адміністративним центром у c. Мізяківські Хутори. Сільській раді підпорядковані населені пункти: - c. Мізяківські Хутори - с. Переорки - с. Тютюнники |

## Склад ради
Рада складається з 20 депутатів та голови.

## Керівний склад сільської ради
| ПІБ                    | Основні відомості                                                               | Дата обрання | Дата звільнення |
| ---------------------- | ------------------------------------------------------------------------------- | ------------ | --------------- |
| Кокойко Іван Іванович  | Сільський голова, 1950 року народження, освіта, безпартійний                    | 26.03.2006   | 31.10.2010      |
| Король Василь Іванович | Сільський голова, 1951 року народження, освіта середня спеціальна, безпартійний | 31.10.2010   |                 |

Примітка: таблиця складена за даними джерела